# Carlo Giuseppe Romano
Carlo Giuseppe Romano fou un músic de mitjans del Barroc. Va ser mestre de capella de l'església de la Passió de Milà. Publicà tres llibres de motets a diverses veus, amb els títols Cigno sacro (1668), Armonia sacra; una Missa i Salms de vigílies (1674), més un llibre de motets per a veus soles (1670).